# Schkuhria pinnata
Schkuhria pinnata là một loài thực vật có hoa trong họ Cúc. Loài này được (Lam.) Kuntze ex Thell. miêu tả khoa học đầu tiên năm 1912.